# Ležiachov
Ležiachov (bis 1927 slowakisch auch „Ležiachovo“; ungarisch Lézsa – bis 1907 Lezsjachó) ist eine Gemeinde im Norden der Slowakei mit 164 Einwohnern (Stand 31. Dezember 2024), die zum Okres Martin, einem Teil des Žilinský kraj, gehört und zur traditionellen Landschaft Turiec gezählt wird.

## Geographie
Die Gemeinde befindet sich im Mittelteil des Turzbeckens (slowakisch Turčianska kotlina) auf der linksufrigen Seite des Turiec. Das Ortszentrum liegt auf einer Höhe von 441 m n.m. und ist 11 Kilometer von Martin entfernt.
Nachbargemeinden sind Benice im Norden, Rakovo im Osten, Slovany im Süden und Westen und Valča im Nordwesten.

## Geschichte
Ležiachov wurde zum ersten Mal 1252 als terra quinque villarum schriftlich erwähnt und lag im Herrschaftsgebiet der Turzer Propstei. Der heutige Name erscheint im Jahr 1534 in der Form Lesako. Am Ende des 18. Jahrhunderts gehörte das Dorf zur Kammer und im 19. Jahrhundert einem Studienfonds, der zur Aufrechterhaltung der damaligen Königlichen Ungarischen Universität verwendet wurde.
1715 gab es 26 Haushalte in Ležiachov, 1785 hatte die Ortschaft 37 Häuser und 311 Einwohner. 1828 zählte man 32 Häuser und 259 Einwohner, die als Ölpresser und Safranverarbeiter beschäftigt waren.
Bis 1918 gehörte der im Komitat Turz liegende Ort zum Königreich Ungarn, kam danach zur Tschechoslowakei beziehungsweise heute Slowakei.

## Bevölkerung
| Jahr                | 1994 | 2004    | 2014    | 2024    |
| ------------------- | ---- | ------- | ------- | ------- |
| Anzahl der Personen | 136  | 144     | 158     | 164     |
| Unterschied         |      | +5,88 % | +9,72 % | +3,79 % |

| Jahr                | 2023 | 2024    |
| ------------------- | ---- | ------- |
| Anzahl der Personen | 168  | 164     |
| Unterschied         |      | −2,38 % |

Nach der Volkszählung 2011 wohnten in Ležiachov 148 Einwohner, davon 144 Slowaken und ein Tscheche. Drei Einwohner machten keine Angabe zur Ethnie.
116 Einwohner bekannten sich zur römisch-katholischen Kirche, zehn Einwohner zur Evangelischen Kirche A. B. und ein Einwohner zur apostolischen Kirche; ein Einwohner bekannte sich zu einer anderen Konfession. 11 Einwohner waren konfessionslos und bei neun Einwohnern wurde die Konfession nicht ermittelt.

## Bauwerke
- Johannes-der-Täufer-Kapelle mit Holzglockenturm aus den Jahren 1811–17